# Rhinoptera bonasus
La raya águila (Rhinoptera bonasus), como es conocida en español, es un milobátido (Myliobatidae), familia cuyos miembros se conocen vulgarmente como rayas gavilán. Se encuentran sobre todo en gran parte del Atlántico occidental y el Caribe, desde Nueva Inglaterra hasta Brasil. Las poblaciones del este del Atlántico se consideran de una especie diferente (Rhinoptera marginata).

## Gestación y aspecto
Es una especie ovovivípara, que suele fertilizar seis huevos cada vez. El embrión crece dentro de la madre con las aletas dobladas sobre el cuerpo. Al principio, se nutre de la yema del huevo, aunque las secreciones uterinas de la madre lo nutrirán más tarde. Hay alguna disputa sobre el periodo de la gestación. Cuando nace, sale primero la cola y luego despliega las aletas.
Cuando nace, suele medir entre 28 y 46 cm. Un ejemplar maduro puede alcanzar el metro y unos 20 kilos, pero se han encontrado ejemplares excepcionales de dos metros de anchura.
La raya gavilán es normalmente marrón con el vientre blanquecino. Aunque su coloración no es especialmente distintiva, sí lo es su forma. Tiene forma de disco romboidal más ancho que largo. Llaman la atención las aletas pectorales que se sitúan delante de su ancha cabeza, formando una prolongación por debajo del rostro (aletas subrostrales) que es flexible y tiene una profunda hendidura en el medio. Los ojos y los espiráculos se disponen lateralmente. Posee un conjunto de dientes diseñados para triturar almejas y conchas de ostras, y una serie de dientes caninos escondidos detrás. Cuando se siente amenazada, puede usar la púa que se encuentra en la base de su cola. Este aguijón posee una serie de dientes laterales y un veneno que produce síntomas similares a la picadura de una abeja.

## Alimentación
La raya gavilán se alimenta de almejas, ostras y otros invertebrados. Para capturarlas, utiliza dos aletas modificadas que posee en la cabeza que le permiten succionar el alimento que luego triturará. Suelen nadar en grupos, ayudándose con las aletas para remover las almejas y ostras del fondo marino.

## Curiosidades
En algunos acuarios, las rayas gavilán nadan en tanques poco profundos donde se pueden sumergir los visitantes y tocarlas. A estas rayas se les ha neutralizado el aguijón. El más conocido se encuentra en el estadio Tropicana Field donde juegan los Tampa Bay Rays de la Major League Baseball.

## Galería de imágenes

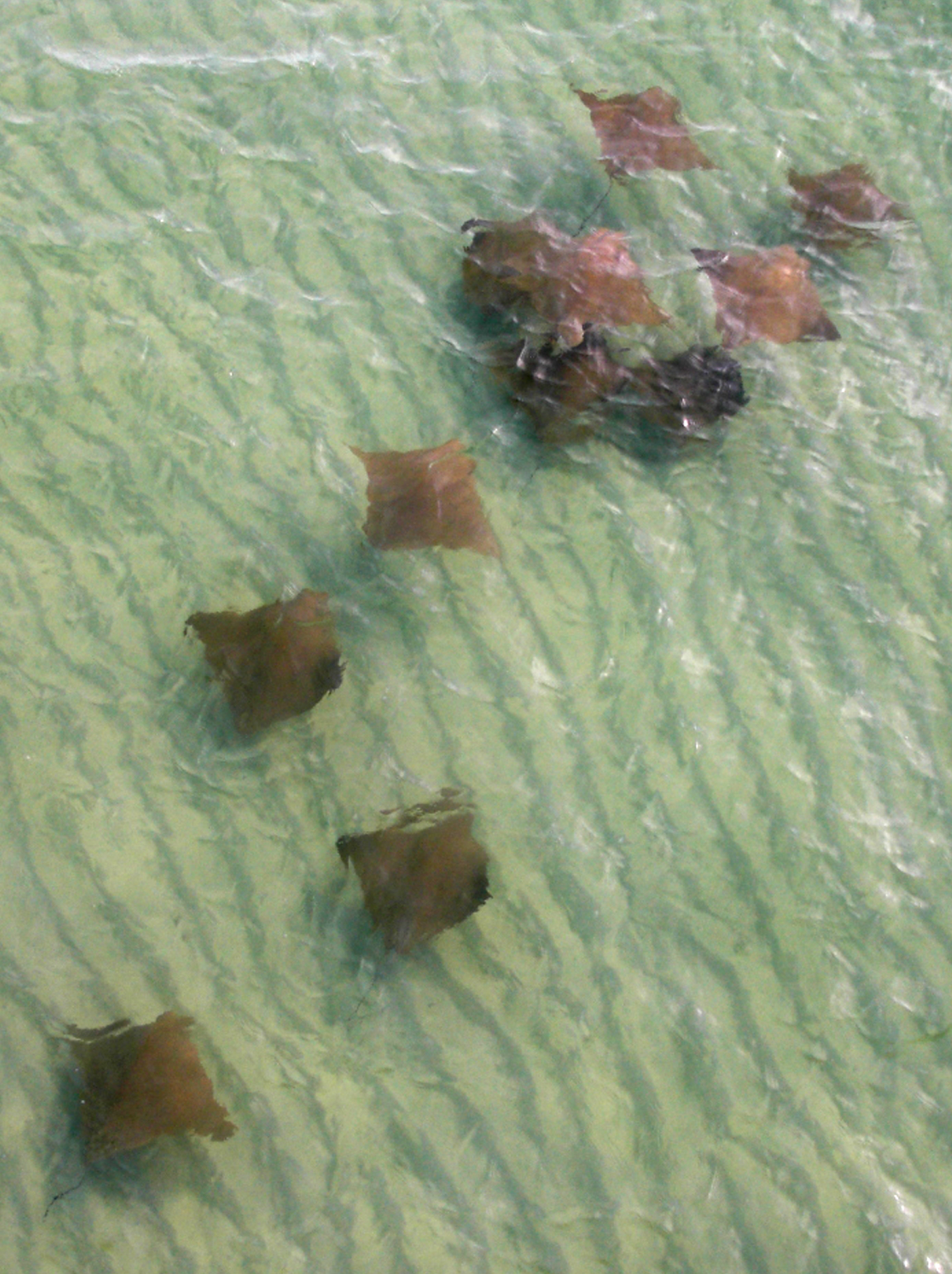
Grupo de rayas gavilán nadando en el Golfo de México.
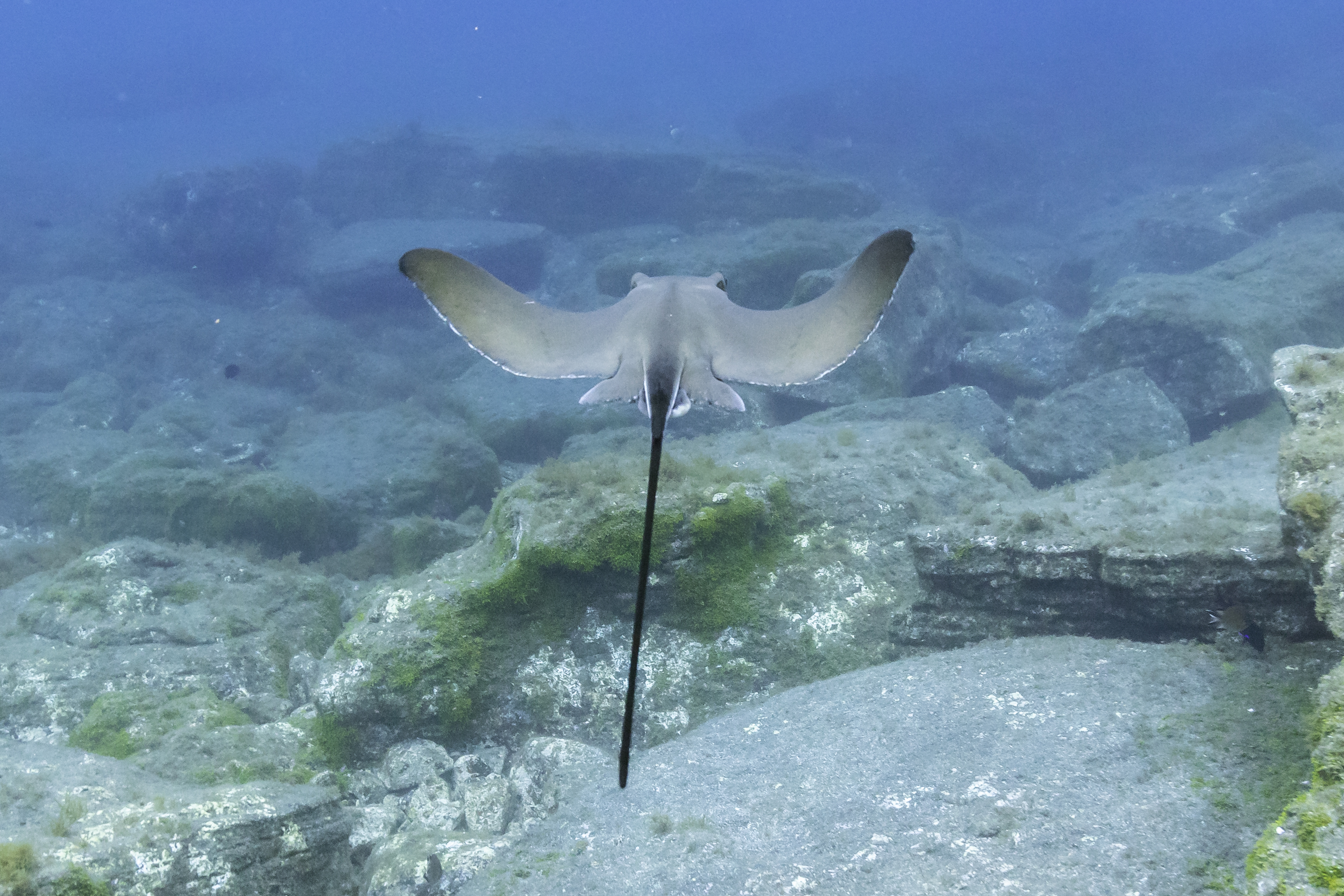
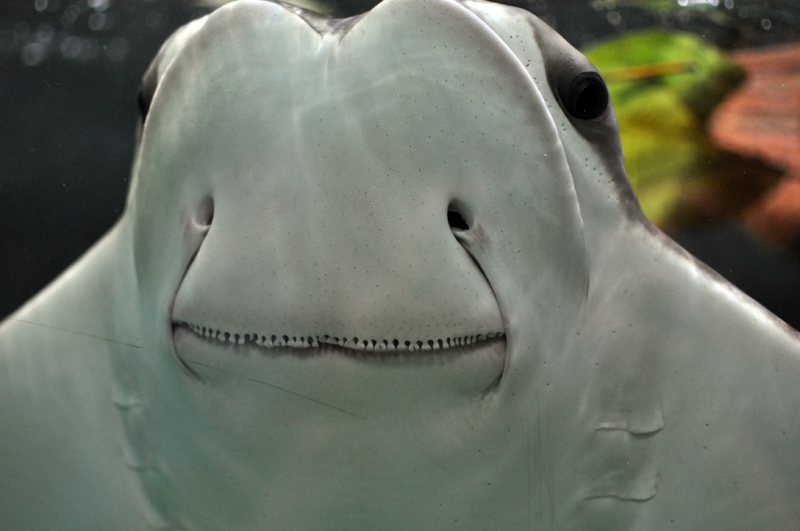
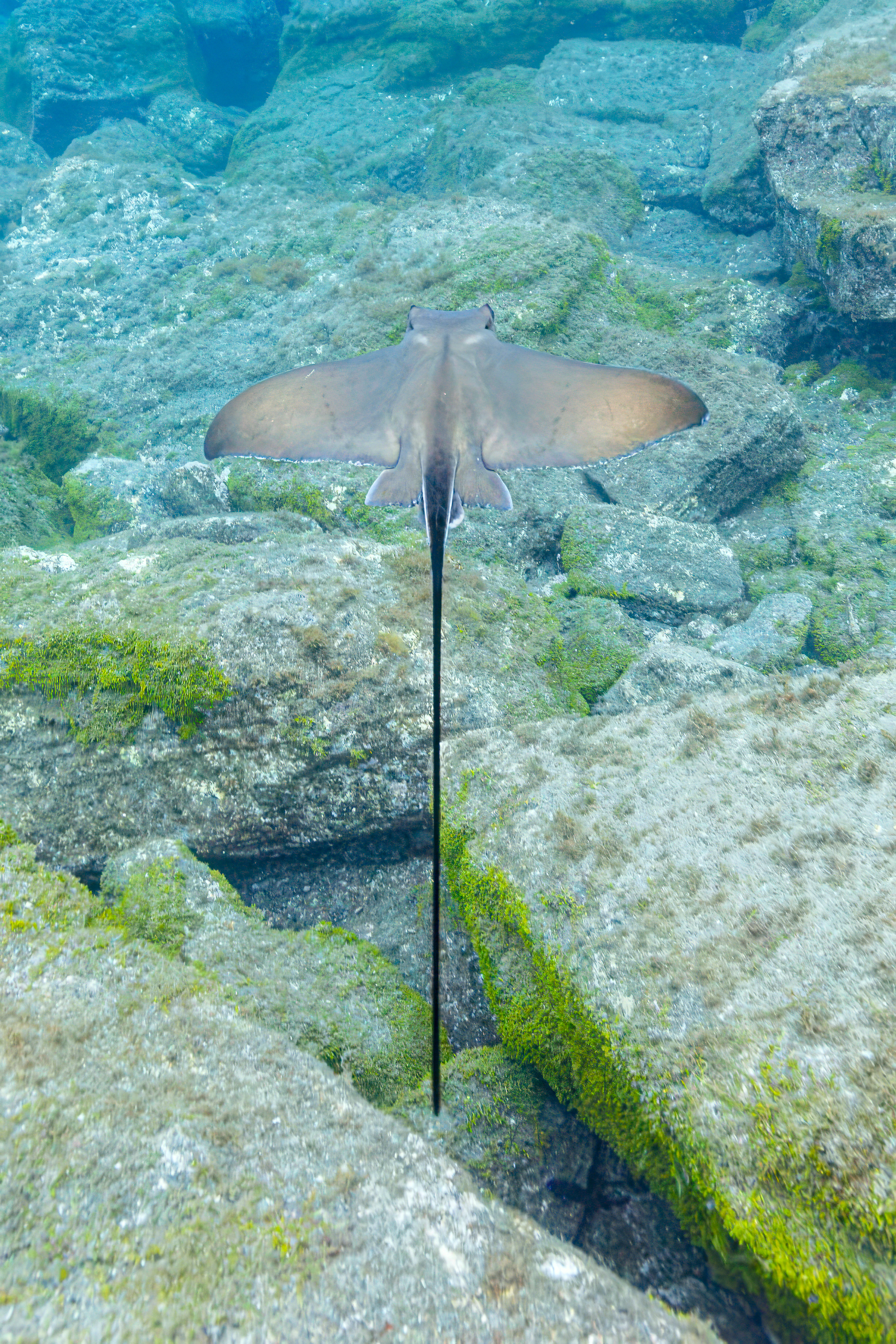
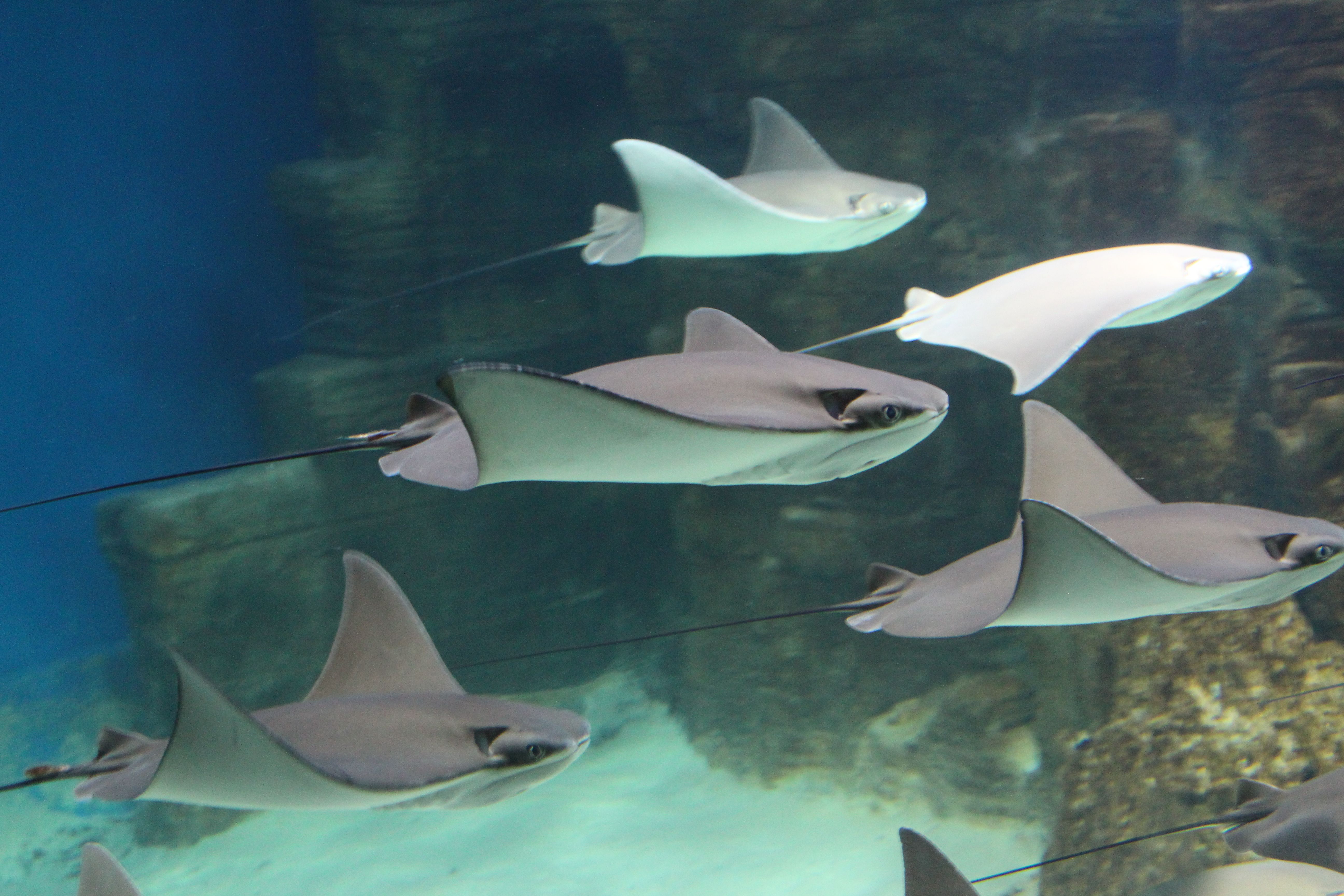
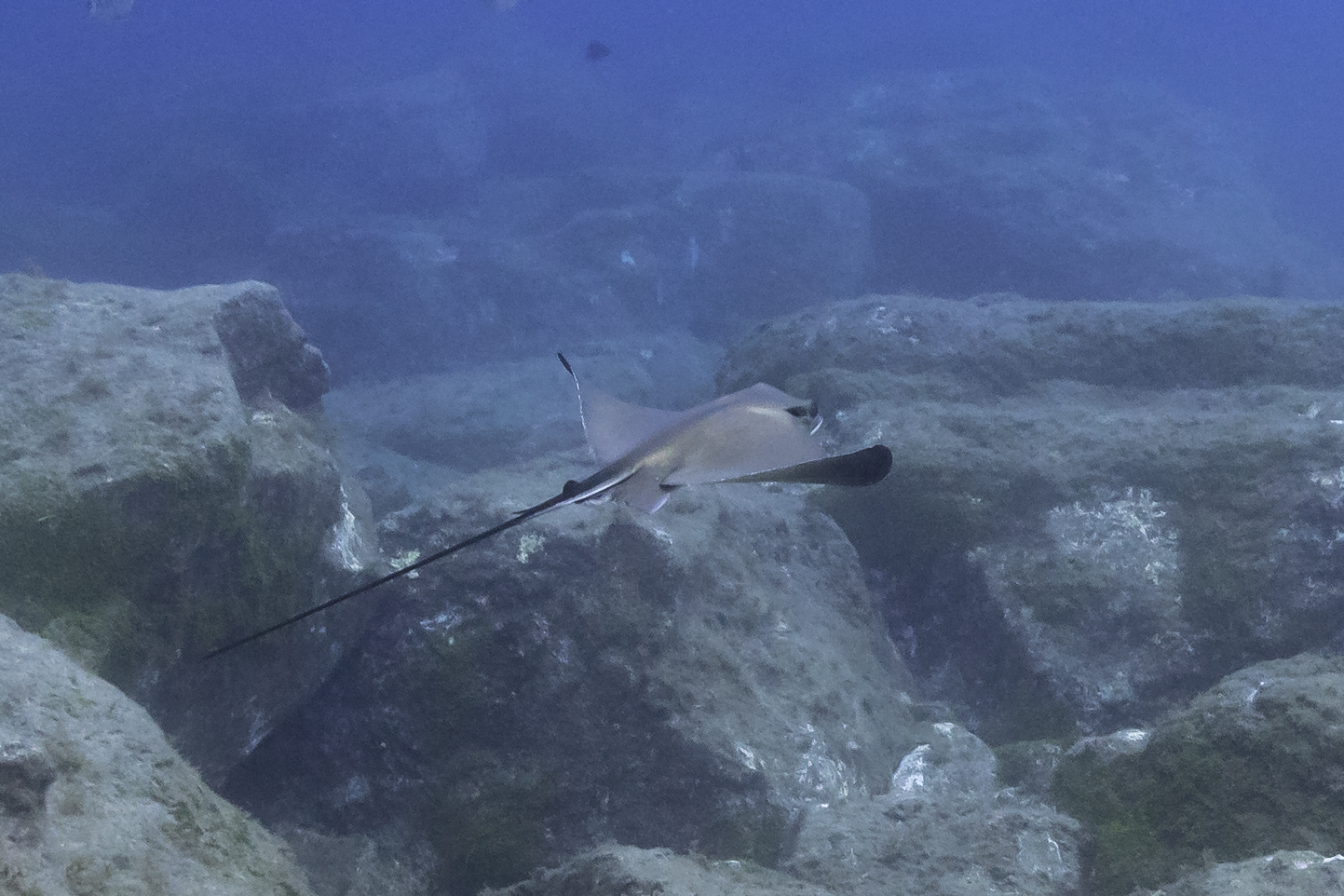